# ويلهلم بيكر
ويلهلم بيكر (و. 1796 – 1846 م) هو مؤرخ الفن، وعالم آثار، وأستاذ جامعي، وباحث في تاريخ العصور الكلاسيكية من اتحاد الراين، والاتحاد الألماني، ولد في درسدن، كان عضوًا في أكاديمية ساكسون للعلوم (منذ 1 يوليو 1846)، والأكاديمية الروسية للعلوم، توفي في مايسن، عن عمر يناهز 50 عاماً.

## التعليم
تعلم في جامعة لايبتزغ
.

## روابط خارجية
- ويلهلم بيكر على موقع الموسوعة البريطانية (الإنجليزية)